# Tadeusz-Kościuszko-Denkmal (Washington)

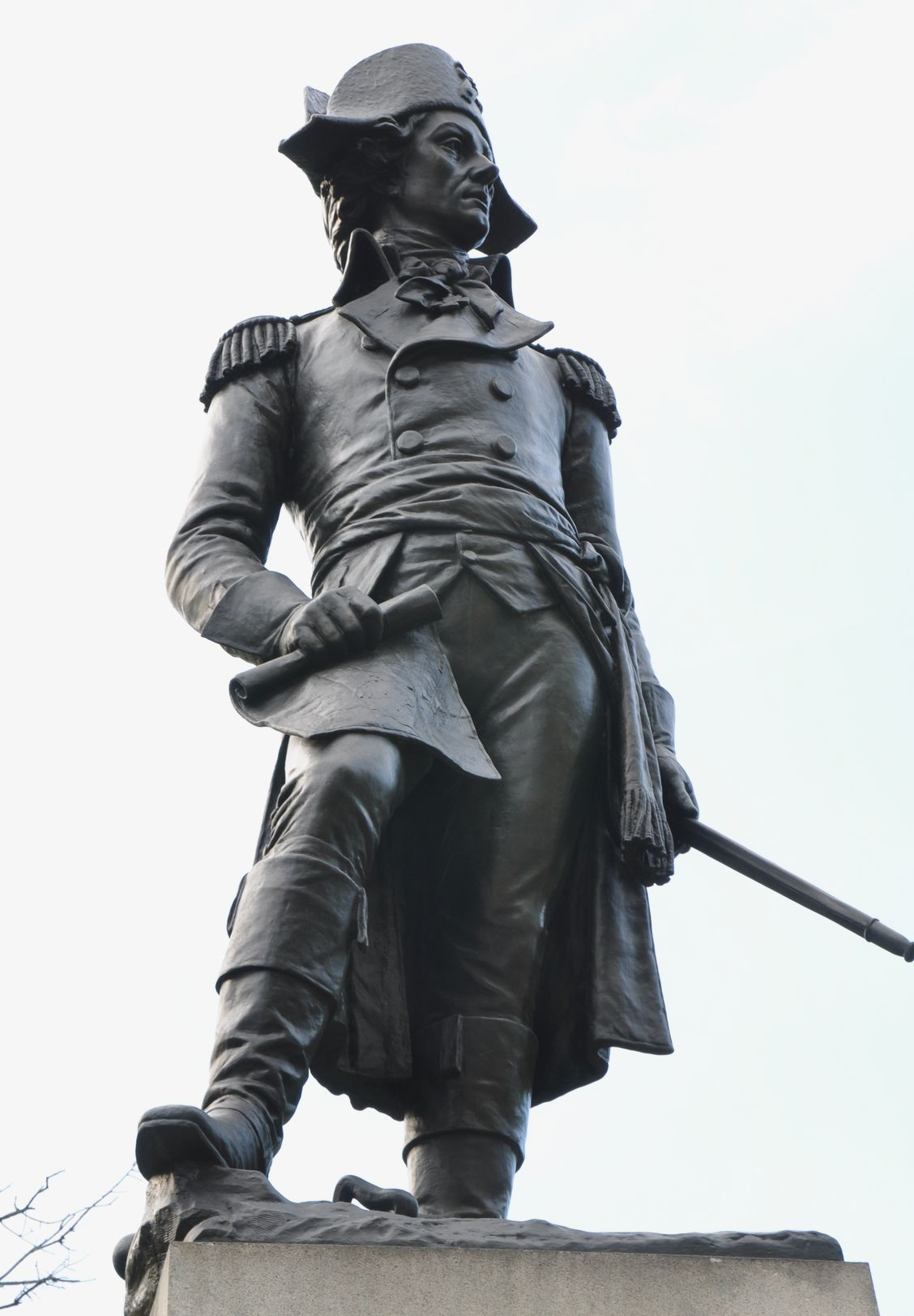
Tadeusz-Kościuszko-Denkmal

Das Tadeusz-Kościuszko-Denkmal (englisch Tadeusz Kościuszko Monument) in Washington steht auf dem Lafayette Square vor dem  Weißen Haus (President’s Park) und stellt den polnisch-amerikanischen Freiheitskämpfer Tadeusz Kościuszko dar. 

## Geschichte
Das Denkmal wurde 1910 von dem Lemberger Künstler Antoni Popiel geschaffen. Es wurde im gleichen Jahr feierlich vom US-Präsidenten William Howard Taft eröffnet. Es stellt Kościuszko in einer US-Uniform aus der Zeit des Unabhängigkeitskrieges dar und ist im National Register of Historic Places eingetragen. Am Sockel sind Figuren in US-amerikanischen und polnischen Soldatenuniformen aus dem 18. Jahrhundert aufgestellt. Eine Kopie des Denkmals wurde 2010 vor dem Platz hinter dem Eisernen Tor vor dem Lubomirski-Palast in Warschau aufgestellt. Das Washingtoner Original wurde im Rahmen der Unruhen nach dem Tod George Floyds 2020 beschädigt.